# Malacograptis
Malacograptis é um gênero de mariposa pertencente à família Acrolophidae.